# Böhlgrund
Der Böhlgrund ist ein Naturwaldreservat im Naturraum Steigerwald, das sich über eine Fläche von etwa 180 Hektar erstreckt. Es befindet sich in Knetzgau, einer Gemeinde im unterfränkischen Landkreis Haßberge, und liegt grob zwischen den Orten Zell am Ebersberg im Norden und Fabrikschleichach im Süden. Die Ausweisung als Schutzgebiet erfolgte im Jahr 2010. Bei seiner Ausweisung war es das größte Naturwaldreservat Bayerns außerhalb der Bayerischen Alpen. Seit 2020 ist der Böhlgrund Teil des Großschutzgebiets Naturwald Knetzberge-Böhlgrund.

## Geographische Lage
Das Schutzgebiet liegt im Mittelgebirge Steigerwald, das weitgehend mit dem Naturpark Steigerwald übereinstimmt. Nördlich des Gebiets befindet sich Zell am Ebersberg, südöstlich liegen Oberschleichach und Neuschleichach, und südlich Fabrikschleichach, Ortsteile von Oberaurach und Rauhenebrach. Durch das Naturwaldreservat fließen der Stöckigsbach, der auch Böhlbach genannt wird, ein Zufluss des Mains, sowie der Farnbach, welcher in den Stöckigsbach mündet. Im westlichen Teil, aber innerhalb des Schutzgebiets, liegt der 383 Meter hohe Trauberg, während das Schutzgebiet im Süden durch den Rücken des 476 Meter hohen Beerbergs begrenzt wird.
Innerhalb des Reservats befindet sich der Burgstall Trauberg, von dem noch der Burghügel, der Graben sowie einige nicht weiterverwendete Steinstrukturen erhalten sind. Der Burgstall trägt die Nummer D-6-6029-0020 in der Bayerischen Denkmalliste. Im Zentrum des Reservats liegt das Denkmal Schanzanlage der frühen Neuzeit, das mit der Nummer D-6-6029-0090 geführt wird. Das Reservat ist zudem Teil des FFH-Gebiets Buchenwälder und Wiesentäler des Nordsteigerwalds sowie des Vogelschutzgebiets Oberer Steigerwald.
Nördlich des Gebiets grenzen außerdem die beiden Erhebungen Hollacher Berg und der Kleine Knetzberg an das Reservat.

## Schutzstatus
In Naturwaldreservaten und Naturwäldern findet außer für notwendige Maßnahmen des Waldschutzes und der Verkehrssicherung keine Bewirtschaftung oder Holzentnahme mehr statt. Die Initiative des  Volksbegehrens „Artenvielfalt & Naturschönheit in Bayern“ im Jahr 2019 führte dazu, dass die Bayerische Staatsregierung beschloss, zehn Prozent des Staatswaldes aus der Nutzung zu nehmen. Infolgedessen wurde der Naturwald Knetzberge-Böhlgrund als Schutzgebiet ausgewiesen und die bestehenden Naturwaldreservate Böhl- und Mordgrund integriert.
Das Naturwaldreservat Böhlgrund ist Teil der bundesweiten Flächenkulisse der natürlichen Waldentwicklung und trägt zum Ziel langfristig fünf Prozent der Wälder aus der Nutzung zu nehmen, bei. International lässt sich das Gebiet schwierig einordnen, da das Gebiet nicht an die IUCN gemeldet und wahrscheinlich auch nicht deren Größenkriterien erfüllt.
Außerdem ist das Reservat nach der FFH-Richtlinie als prioritärer Lebensraumtyp Schlucht- und Hangmischwälder geschützt.

## Charakteristik
Das Naturwaldreservat erstreckt sich über die schmalen Täler südlich des Stöckigsbachs, wobei die Geologie hauptsächlich aus tonreichen und gipshaltigen Schichten des Steigerwaldkeupers sowie darüber liegendem Schilfsandstein besteht. Zahlreiche Quellen im Gebiet haben fruchtbare Tonböden geschaffen, jedoch führen die steilen und instabilen Hänge immer wieder zu Erdrutschen.
Die Böden im Böhlgrund sind nicht nur von Buchen besiedelt; auch Arten wie Traubeneiche, Hainbuche, Linde, Esche, Bergahorn sowie seltenere Bäume wie Elsbeere und Speierling sind dort zu finden. Im Frühling überzieht der Bärlauch die unteren Hanglagen, begleitet von Pflanzen wie Waldmeister, Knoblauchsrauke und selteneren Arten wie dem Gefleckten Aronstab und Seidelbast.
In den abgestorbenen Bäumen entwickeln sich Larven des seltenen Netz-Rotdeckenkäfers und des Pechfußigen Rindenschmalkäfers. Auch viele Schneckenarten fühlen sich in den feuchten Talbereichen wohl, darunter die Kleine Bernsteinschnecke. Der Samtige Pfifferling, ein spezieller Mykorrhiza-Pilz, ist hier ein häufiger Partner der Laubbäume, während der Feuersalamander regelmäßig in diesen Wäldern anzutreffen ist.
Die Waldgebiete sind größtenteils gleichaltrig und stammen vermutlich aus einer Zeit großer Kahlschläge vor etwa 100 Jahren. Reste früherer forstlicher Aktivitäten sind durch alte Wege zu erkennen, und Nadelbäume wie Kiefern wurden vor der Reservatsgründung angepflanzt. Bei der letzten Bestandsaufnahme im Jahr 2010 wurden 352 Festmeter Holz pro Hektar und 25 Festmeter Totholz verzeichnet.

## Flora und Fauna
Im Naturwaldreservat wurden verschiedene Pilzarten nachgewiesen, darunter der Schwarzgezähnelte Helmling, die Krause Kraterelle, der Mönchskopf und der Dunkelrote Wasserkopf. Zu den giftigen Arten zählen der Gift-Häubling und der Fliegenpilz. Der Zunderschwamm und der Perlpilz sind in diesem Gebiet ebenfalls anzutreffen. Diese Pilze tragen zur Biodiversität des Reservats bei, und einige Arten stehen unter Schutz, um ihre Bestände zu erhalten und das ökologische Gleichgewicht zu wahren.
Im Naturwaldreservat sind mehrere bedeutende Baumarten zu finden. Dominant vertreten sind der Spitzahorn, Bergahorn und die Rotbuche. Weitere häufig vorkommende Arten sind die Traubeneiche, Gewöhnliche Esche und die Fichte. Auch die Hainbuche und der Feldahorn sind zahlreich vorhanden. Zusätzlich kommen einige besondere Arten wie die Elsbeere, Bergulme und der Schwarze Holunder vor. Diese Vielfalt an Baumarten trägt wesentlich zur ökologischen Stabilität und zur Biodiversität des Naturwaldreservats bei.
Im Böhlgrund wurden mehrere Käfer- und Insektenarten nachgewiesen, die auf der Roten Liste Bayerns oder Deutschlands stehen. Darunter befinden sich folgende Arten: Anaspis costai aus der Familie der Stachelkäfer, Conopalpus brevicollis aus der Familie der Düsterkäfer und der Gesprenkelte Wimperhornbock (Exocentrus adspersus). Weiterhin kommen der Sägehörnige Knäuelkäfer (Liodopria serricornis) und Arten aus der Familie der Weichkäfer wie Malthinus facialis und Rhagonycha translucida vor. Außerdem wurden auch die Helle Goldschwebfliege (Ferdinandea cuprea) und die Echte Goldwespe (Chrysis fulgida) nachgewiesen. Zu den weiteren dokumentierten Arten zählen der Nelken-Blattspanner (Euphyia biangulata), der Vierpunktflechtenbär (Lithosia quadra) und Insekten aus der Familie der Florfliegen wie Nothochrysa fulviceps.
Die unzugänglichen Steilhänge des Böhlgrundes bieten einen wirksamen Schutz für die störungsempfindlichen Horstgebiete von Habicht und Kolkrabe. Auch der Uhu hat in diesen Bereichen bereits versucht, am Boden zu brüten. Eine weitere Vogelart, die hier anzutreffen ist, ist die Hohltaube. Diese Art benötigt aufgrund ihres Nistverhaltens unbenutzte Baumhöhlen, die häufig in Altholzbeständen sowie in Schwarzspechthöhlen zu finden sind. Der Springfrosch gilt als eine charakteristische Art der Hangmischwälder. Auch Siebenschläfer und Haselmäuse sind im Reservat vorhanden.
Diese Artenvielfalt verdeutlicht die hohe ökologische Bedeutung des Gebietes.